# Hermann Eberhard Friedrich Richter
Hermann Eberhard Friedrich Richter (* 14. Mai 1808 in Leipzig; † 24. Mai 1876 in Dresden) war ein deutscher Arzt. Er machte sich durch seine vielseitige medizinschriftstellerische Tätigkeit bekannt, bemühte sich um eine zeitgemäße Medizinalreform, suchte Therapien auf eine naturwissenschaftliche Basis zu stellen und veranlasste 1872 die Gründung des deutschen Ärztevereinsbundes.

## Leben
Hermann Eberhard Friedrich Richter war der Sohn eines Kaufmanns, studierte seit 1826 Medizin an der Universität Leipzig und bestand 1830 das Rigorosum. Seit 1831 war er Assistent beim Hofrat und Leibarzt Francke in Dresden, wo er sich seitdem dauerhaft niederließ. 1834 promoviert, wurde er im September 1837 Professor der allgemeinen und speziellen Therapie an der medizinisch-chirurgischen Akademie in Dresden, sowie Direktor der mit dieser verbundenen medizinischen Poliklinik.
1849 wurde Richter wegen angeblicher Teilnahme am Maiaufstand in Dresden in einen Prozess wegen Hochverrat verwickelt und verlor seine Professur: 1850 wurde er freigesprochen, aber auf Wartegeld gesetzt. Neben seiner ausgedehnten, namentlich konsultarischen Praxis widmete er sich eifrig literarischen Arbeiten, die größtenteils in Carl Christian Schmidts Jahrbüchern der gesammten Medicin abgedruckt sind, deren Redaktion er gemeinsam mit Winter vom Jahrgang 1850 an von Alexander Göschen übernommen hatte. Daneben war Richter auch in städtischen Angelegenheiten tätig und beteiligte sich an den schon seit 1845 begonnenen Bestrebungen für Reformen des Gymnasialunterrichts, namentlich für die größere Berücksichtigung der Naturwissenschaften, sowie für Verbesserung der hygienischen Verhältnisse der Schulen, ebenso an den in Sachsen damals hervorgetretenen Bestrebungen für eine Reform der Medizinalgesetzgebung bzw. der staatlichen Stellung der Ärzte.
Nach der 1864 erfolgten Gründung des sächsischen Landesmedizinalkollegiums gehörte Richter diesem als eifriges Mitglied an und erwarb sich in dieser Eigenschaft ein großes Verdienst um die Erweckung des Interesses der Ärzte an den Angelegenheiten ihres Standes, zunächst in Sachsen, später auch in ganz Deutschland. Er setzte bei der Naturforscherversammlung in Hannover 1865 die Ernennung einer ständigen Kommission für die Medizinalreform durch und unter seinem Einfluss wurde bei der Naturforscherversammlung in Dresden 1868 die Bildung einer besonderen Sektion für Medizinalreform bei diesen Versammlungen beschlossen. Bei der Naturforscherversammlung in Leipzig 1872 veranlasste er die Gründung des deutschen Ärztevereinsbundes, dessen Ausschuss er als Schriftführer bis zu seinem Tode angehörte und dessen Interessen er in dem auf eigene Kosten herausgegebenen Ärztevereinsblatt sachkundig und eifrig vertrat. Energisch bekämpfte er den medizinischen Aberglauben und Geheimmittelschwindel.
Erholung von seiner anstrengenden wissenschaftlichen und praktischen Tätigkeit suchte und fand Richter durch größere Reisen, die er ab 1850 fast alljährlich ausführte, bei denen er aber stets große Aufmerksamkeit auf die medizinischen Verhältnisse der von ihm besuchten Länder richtete. Trotz kräftiger Konstitution und nüchterner Lebensweise starb er nach kurzem Siechtum unerwartet am 24. Mai 1876 infolge eines Hirnschlages im Alter von 68 Jahren in Dresden.

## Ehrungen
Nach ihm benannt sind die Pflanzengattungen Richtera Rchb. aus der Familie der Theaceae und Richterago Kuntze aus der Familie der Korbblütler (Asteraceae).

## Schriften (Auswahl)
- Flora der phanerogamischen Gewächse der Umgegend von Leipzig, Leipzig 1830 (gemeinsam mit Klett)
- Über jugendliche Brandstifter, Dresden 1844
- Die schwedische nationale und medizinische Gymnastik, Dresden und Leipzig 1845
- Organon der physiologischen Therapie, Leipzig 1850
- Blutarmut und Bleichsucht, Leipzig 1850; 2. Auflage, Leipzig 1854
- Grundriss der inneren Klinik, 4. Auflage, 2 Bde., Leipzig 1860
- Arzneitaschenbuch zur Pharmacopoea germanica, Dresden 1868
- Die ärztlichen Kreisvereine des Königreichs Sachsen in ihrer vierjährigen Wirksamkeit, Leipzig 1869
- Arzneitaschenbuch zur deutschen Reichs-Pharmakopöe, Dresden 1872
- Über Milch- und Molkenkuren, 2. Auflage, Leipzig 1872
- Das Geheimmittelunwesen, 2 Bde., Leipzig 1872–75